# Amiota pianmensis
Amiota pianmensis är en tvåvingeart som beskrevs av Zhang och Chen 2006. Amiota pianmensis ingår i släktet Amiota och familjen daggflugor. Inga underarter finns listade i Catalogue of Life.